# Antiácido

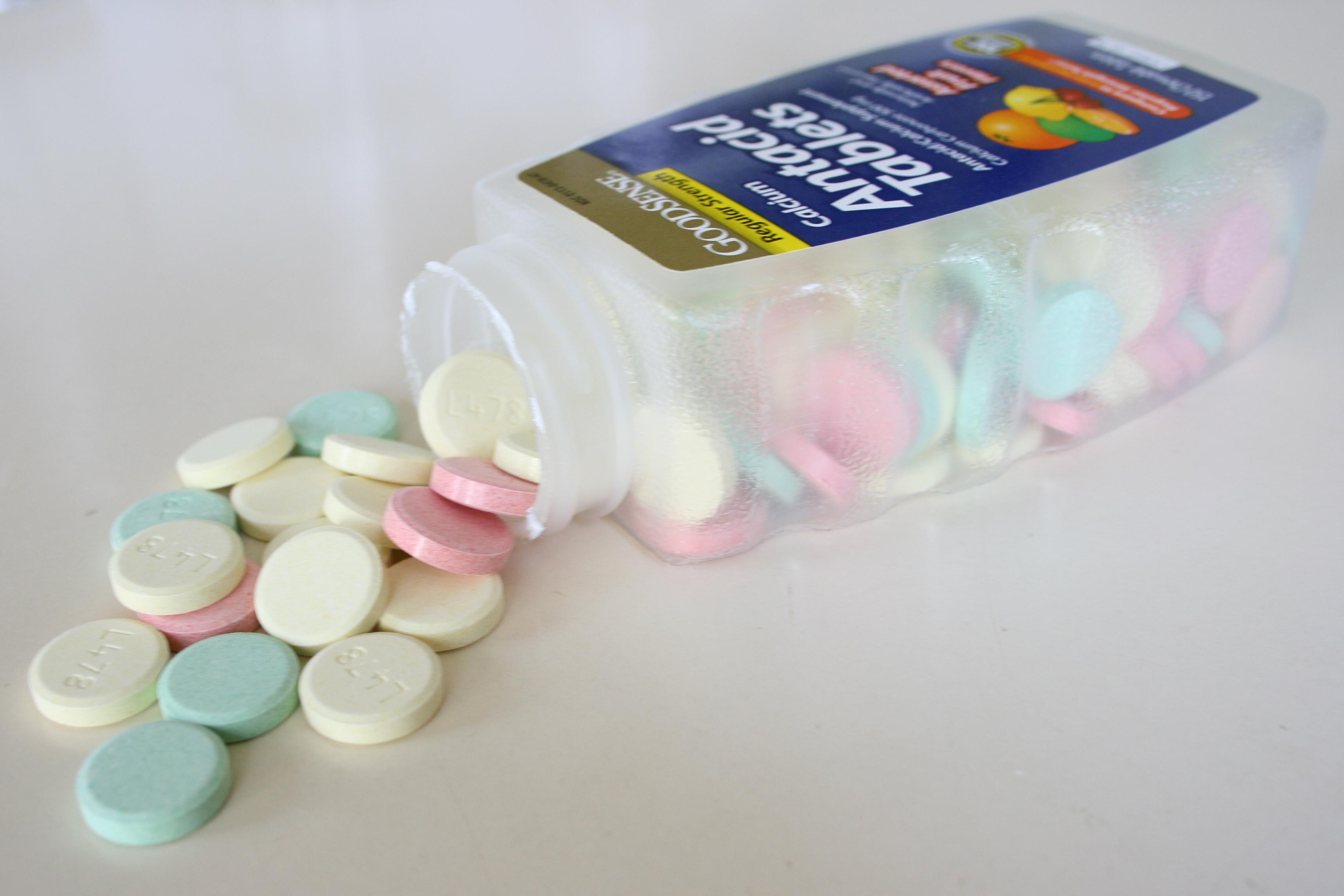
Um tubo de pastilhas antiácidas.

Um antiácido é uma substância que neutraliza a acidez do estômago e é usada para aliviar azia, indigestão ou dores de estômago. Alguns antiácidos têm sido usados no tratamento da constipação e da diarreia. Os antiácidos comercializados atualmente contêm sais de alumínio, cálcio, magnésio ou sódio. Algumas preparações contêm uma combinação de dois sais, como carbonato de magnésio e hidróxido de alumínio.
Estudos recentes demonstraram que os antiácidos {\displaystyle {\ce {Al(OH)3}}}{\displaystyle {\ce {Al(OH)3}}} estimulam a proteção e reabilitação processos parativos na mucosa gástrica expostos irritantes das mucosas, como o etanol, ambos em animais e em humanos.

## Usos clínicos
Os antiácidos são medicamentos isentos de prescrição e podem se adquiridos diretamente no balão de uma drogaria. São de via oral com o intuito de aliviar rapidamente a azia ocasional, o principal sintoma da doença do refluxo gastresofágico e da indigestão. O tratamento com antiácidos isoladamente é sintomático e justificado apenas para sintomas menores. Os usos alternativos de antiácidos incluem constipação, diarreia, hiperfosfatemia e alcalinização urinária. Alguns antiácidos também são usados como adjuvantes da terapia de reposição enzimática pancreática no tratamento da insuficiência pancreática.
Os antiácidos não particulados (citrato de sódio, trissilicato de magnésio) aumentam o pH gástrico com pouco ou nenhum efeito no volume gástrico e, portanto, podem ter uso limitado em procedimentos pré-operatórios. O citrato de sódio deve ser administrado dentro de 1 hora após a cirurgia para ser mais eficaz.

## Efeitos colaterais
As formulações que contêm sais de magnésio podem causar diarreia, enquanto as que contêm cálcio ou alumínio podem causar prisão de ventre. Raramente, o uso prolongado de carbonato de cálcio pode causar cálculos renais. O uso em longo prazo de antiácidos contendo alumínio pode aumentar o risco de desenvolver osteoporose. Estudos in vitro encontraram um potencial para a ocorrência de efeito rebote do ácido devido ao uso excessivo de antiácido; no entanto, a importância desse achado foi questionada. 

## Mecanismos de ação
Quando uma quantidade excessiva de ácido é produzida no estômago, a barreira mucosa natural que protege o revestimento do estômago pode se degradar, causando dor e irritação. Também há potencial para o desenvolvimento de refluxo ácido, que pode causar dor e danos ao esôfago. Os antiácidos contêm íons alcalinos que neutralizam quimicamente o ácido gástrico, reduzindo os danos ao revestimento do estômago e do esôfago e aliviando a dor. Alguns antiácidos também inibem a pepsina, uma enzima que pode danificar o esôfago no refluxo ácido.
Os antiácidos não inibem diretamente a secreção de ácido e, portanto, são distintos dos medicamentos redutores de ácido, como antagonistas do receptor H2 ou inibidores da bomba de prótons. Os antiácidos não matam a bactéria Helicobacter pylori, que causa a maioria das úlceras. 

## Interações
Sabe-se que os antiácidos interagem com vários medicamentos orais, incluindo fluoroquinolona e antibióticos tetraciclina, ferro, itraconazol e prednisona. A quelação de metais é responsável por algumas dessas interações (por exemplo, fluoroquinolonas, tetraciclinas), levando à diminuição da absorção do fármaco quelado. Algumas interações podem ser devido ao aumento do pH observado no estômago após a ingestão do antiácido, levando ao aumento da absorção de ácidos fracos e diminuição da absorção de bases fracas. Os antiácidos também causam um aumento no pH da urina (alcalinização), o que pode causar aumento das concentrações sanguíneas de bases fracas e aumento da excreção de ácidos fracos.
Um método proposto para mitigar os efeitos da acidez estomacal e da quelação na absorção do medicamento é espaçar a administração de antiácidos com medicamentos que interagem; entretanto, esse método não foi bem estudado para medicamentos afetados pela alcalinização da urina. 
Existem preocupações com relação às interações entre os comprimidos de liberação retardada e os antiácidos, pois os antiácidos podem aumentar o pH do estômago a um ponto em que o revestimento do comprimido de liberação retardada se dissolva, levando à degradação do medicamento se ele for sensível ao pH.

## Formulações
Os antiácidos podem ser formulados com outros ingredientes ativos, como simeticona, para controlar o gás, ou ácido algínico, para atuar como uma barreira física ao ácido.
Líquidos
Vários preparados antiácidos líquidos são atualmente comercializados. As preparações líquidas mais comuns incluem leite de magnésio e combinações de magnésio / alumínio. Uma vantagem potencial de usar uma preparação líquida em vez de um comprimido é que os líquidos podem fornecer um alívio mais rápido, no entanto, isso pode coincidir com uma duração de ação mais curta. 
Comprimidos mastigáveis
Os comprimidos mastigáveis são uma das formas mais comuns de antiácidos e estão prontamente disponíveis sem receita. Ao chegar ao estômago, o pó do comprimido se dissolve no ácido gástrico, permitindo que os cátions sejam liberados e neutralizem o excesso de ácido estomacal. Os sais comuns disponíveis na forma de comprimido incluem os de cálcio, magnésio, alumínio e sódio.
Tabletes efervescentes
Comprimidos efervescentes são comprimidos projetados para se dissolver em água e, em seguida, liberar dióxido de carbono. Ingredientes comuns incluem ácido cítrico e bicarbonato de sódio, que reagem quando em contato com a água para produzir dióxido de carbono. Os antiácidos efervescentes também podem conter aspirina, carbonato de sódio ou ácido tartárico. Aqueles que contêm aspirina podem causar mais irritação gástrica e ulceração devido aos efeitos da aspirina na membrana mucosa do estômago. 